# Pholidosaurus
Pholidosaurus is een geslacht van uitgestorven neosuchische Crocodylomorpha. Het is het typegeslacht van de familie Pholidosauridae. In het noordwesten van Duitsland zijn fossielen gevonden. Het is bekend dat het geslacht heeft bestaan tijdens de Berriasien-Albien van het Vroeg-Krijt. Fossiel materiaal gevonden in de Annero- en Jydegård-formaties in Skåne, Zweden en op het eiland Bornholm, Denemarken, zijn naar de Mesoeucrocodylia verwezen en vertegenwoordigen mogelijk het geslacht Pholidosaurus.

## Soorten
De typesoort van Pholidosaurus is Pholidosaurus schaumburgensis, door Hermann von Meyer benoemd in 1841 uit de Wealden-groep van Bückeburg, Duitsland. De geslachtsnaam is afgeleid van het Grieks φολίς, 'hoornschub'. De soortaanduiding verwijst naar de herkomst uit het Graafschap Schaumburg. Pholidosaurus schaumburgensis is gebaseerd op een natuurlijk afgietsel van een deel van een thorax die rond 1830 werd ontdekt in de Obernkirchen Sandstein uit het Berriasien. Deze mal staat bekend als IMGPGö 741-1. Het individu waartoe de mal behoorde, wordt verondersteld ongeveer vijfentwintig centimeter lang te zijn geweest.

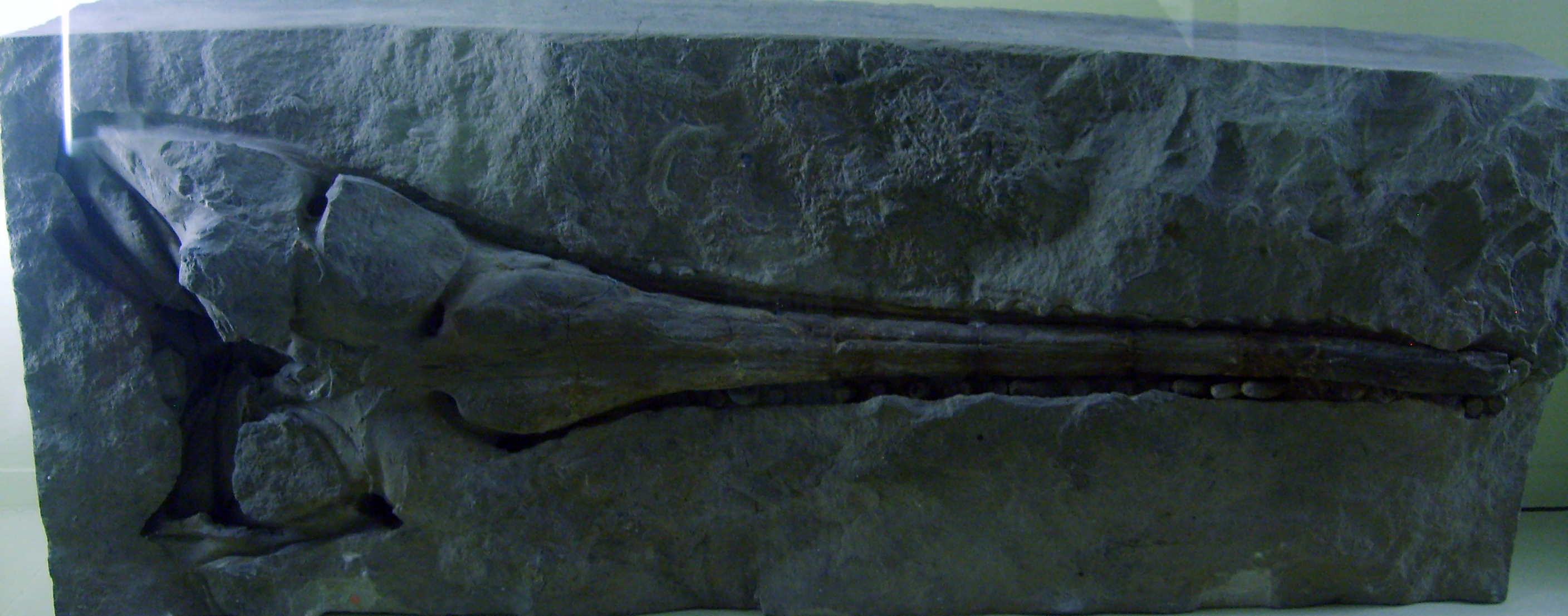
Schedel in Berlijn

Het geslacht Macrorhynchus is een jonger synoniem van Pholidosaurus. Het werd in 1843 benoemd naar dezelfde stratigrafische eenheid en regio als Pholidosaurus schaumburgensis, met als typesoort Macrorhynchus meyeri. Omdat Macrorhynchus meyeri sterk lijkt op Pholidosaurus schaumburgensis, wordt hij nu beschouwd als een soort van Pholidosaurus. Het werd in 1887 door Richard Lydekker toegewezen aan het geslacht Pholidosaurus vanwege deze synonymie, en ook omdat de naam Macrorhynchus was bezet door een geslacht van vissen dat in 1880 werd benoemd. Pholidosaurus meyeri verschilt van Pholidosaurus schaumburgensis doordat de balk die de bovenste slaapvensters scheidt afgerond is, terwijl deze bij de typesoort is afgerond.

### Verkeerd toegewezen soorten

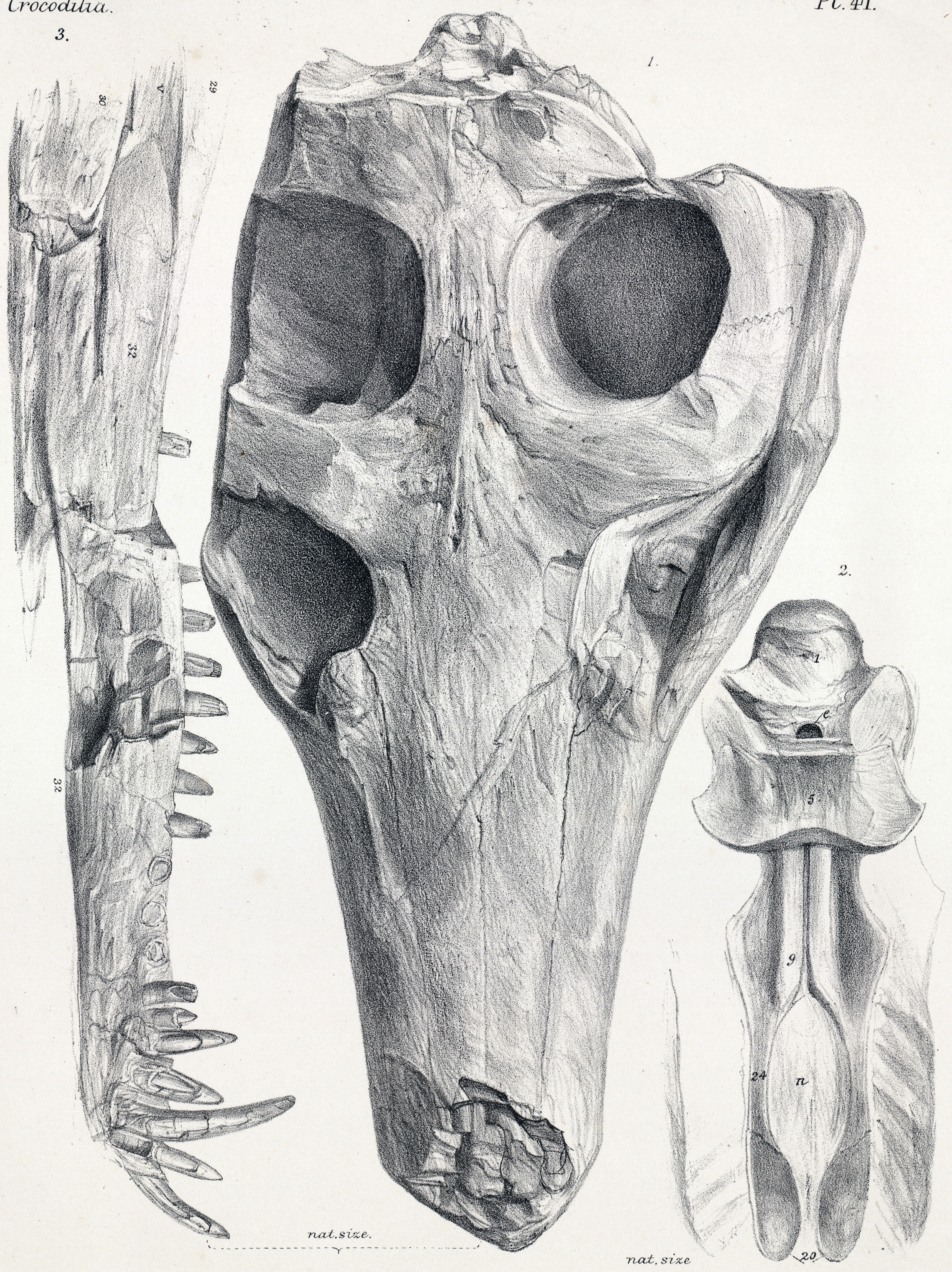
De schedel van Petrosuchus

Pholidosaurus decipiens werd opgericht voor de gedeeltelijke schedel NHMUK 28432, die oorspronkelijk werd toegewezen aan het nieuwe geslacht en de nieuwe soort Petrosuchus laevidens door Richard Owen in 1878. Petrosuchus laevidens was gebaseerd op deze schedel en de mandibulaire ramus BMNH 41099, die beide werden verzameld in Swanage, Engeland. Een latere studie in 1911 concludeerde dat het materiaal tot twee verschillende soorten behoorde; NHMUK 28432 werd opnieuw toegewezen aan een nieuwe soort Pholidosaurus decipiens en NHMUK 41099 werd aangeduid als het lectotype van Petrosuchus laevidens. De soortaanduiding decipiens, 'bedriegend', werd bedacht als verwijzing naar Owens vergissing, en Petrosuchus wordt nu beschouwd als een jonger synoniem van Goniopholis simus.

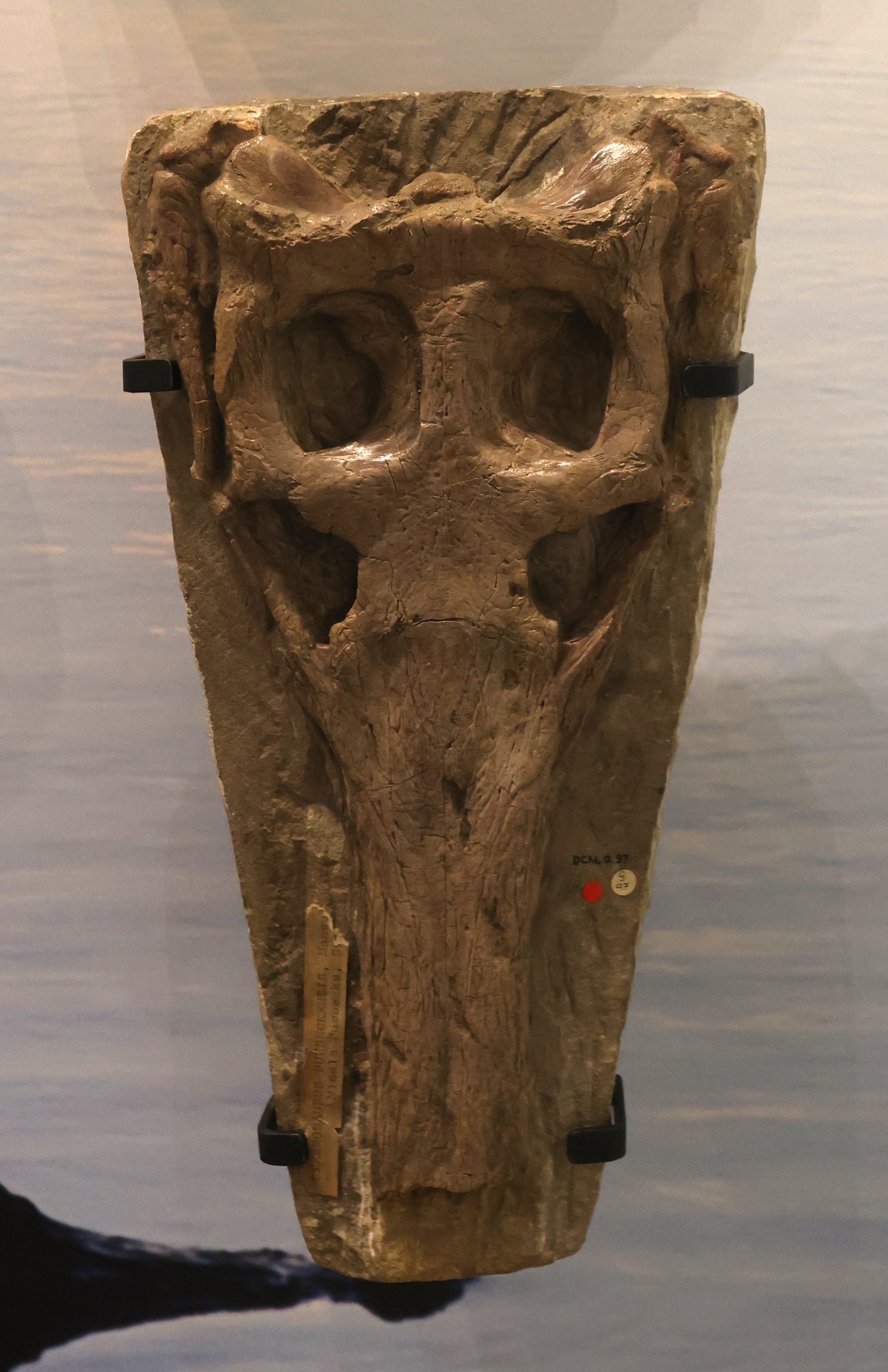
DORCM G97

De andere soort Pholidosaurus purbeckensis uit Engeland werd oorspronkelijk beschreven in 1888 als een soort van Steneosaurus. Het holotype is een bijna volledige schedel, aangeduid als DORCM G97, waarbij het voorste gedeelte van het rostrum ontbreekt. De schedel werd gevonden in ofwel Swanage of het eiland Purbeck (vandaar de soortnaam), hoewel de exacte plaats waar de schedel vandaan kwam niet wordt gespecificeerd door de auteur van de oorspronkelijke beschrijving. Dit materiaal werd ook wel eens Macrorhynchus genoemd. De auteur van de beschrijving uit 1888 beschouwde Steneosaurus purbeckensis als een tussenvorm tussen Steneosaurus en Teleosaurus. In 2002 toonde een nieuwe studie echter aan dat Steneosaurus purbeckensis identiek was aan Pholidosaurus decipiens, waardoor de nieuwe combinatie Pholidosaurus purbeckensis ontstond.
Pholidosaurus laevis werd in 1913 benoemd uit Swanage, gebaseerd op de gedeeltelijke schedel NHMUK R3414. Dit is door Salisbury et alii beschouwd als een jonger synoniem van Pholidosaurus purbeckensis.
In een SVPCA-abstract merkten Smith et alii (2016) op dat Pholidosaurus purbeckensis niet verwant is met de typesoort, en in plaats daarvan nauw verwant is aan Fortignathus en leden van Dyrosauridae.

## Beschrijving
Een vroege beschrijving van het geslacht door Richard Lydekker (1888) vermeldde dat de oogkas iets kleiner is dan de supratemporale fossa, de neusbeenderen de premaxillae bereiken en het ploegschaarbeen van onderen in het verhemelte zichtbaar is. Het lijkt qua uiterlijk op en is ongeveer zo groot als de moderne gaviaal.

## Fylogenie
Richard Lydekker wees Pholidosaurus in 1887 toe aan de familie Goniopholididae, samen met Hylaeochampsa, Theriosuchus, Goniopholis en Petrosuchus omdat de wervels amphicoel zijn en de oogkas verbonden is met de laterale temporale fossa.
Pholidosaurus is vaak gegroepeerd met andere longirostrine of langsnuitige crocodylomorfen, waaronder dyrosauriden en thalattosuchiërs. Buckley en Brochu (1999) concludeerden dat Pholidosaurus, Sokotosuchus, Dyrosauridae en Thalattosuchia een longirostrine clade vormden die het zustertaxon van Crocodylia was. Echter, Thalattosuchia werd traditioneel beschouwd als een meer basale clade van crocodylomorfen, een meer basale afstamming van Mesoeucrocodylia dan dyrosauriden of Pholidosaurus, die beide werden beschouwd als neosuchiërs. De resultaten van de fylogenetische analyse door Buckley en Brochu (1999) werden gerechtvaardigd door de gelijkenis in kenmerken, gecombineerd met de snuitverlenging gezien bij deze crocodylomorfen, hoewel deze kenmerken mogelijk onafhankelijk zijn afgeleid in elke groep. Meer recente studies hebben aangetoond dat Thalattosuchia een meer basale clade is wanneer dyrosauriden uit de dataset worden verwijderd.
Meer recente studies tonen aan dat Pholidosaurus nauw verwant is aan de Thalattosuchia, waarbij beide taxa nauw verwant zijn aan een clade die Terminonaris en de Dyrosauridae bevat. In een fylogenetische analyse uitgevoerd door Sereno et alii (2001), werd Pholidosaurus geplaatst als een verre verwant van de andere longirostrine crocodylomorfen, met Terminonaris en de nieuw benoemde Sarcosuchus nauw verwant aan elkaar en Dyrosaurus het volgende dichtstbijzijnde taxon van de groep. De latere fylogenetische analyse van Brochu et alii (2002) toonden opnieuw aan dat Pholidosaurus nauw verwant was aan Thalattosuchia. In de studie vormden beide taxa een clade die de zustertaxon was van een clade met Sokotosuchus en Dyrosauridae. Jouve et alii (2006) concludeerden dat Pholidosaurus nauw verwant was aan sommige Thalattosuchia wat echter deze groep in een traditionele interpretatie parafyletisch zou maken. Jouve et alii (2006), net als Buckley en Brochu (1999), schreven dit resultaat toe aan fylogenetische problemen die bestaan bij longirostrine crocodylomorfen vanwege overeenkomsten in hun morfologie.